# Az Egyesült Nemzetek Szervezete Közgyűlésének 377. számú határozata
A 377-es számú határozatot 1950. november 3-án fogadta el az ENSZ Közgyűlése. A határozatot az Egyesült Államok terjesztette elő, azért, hogy megakadályozhassa a Szovjetunió további vétózását a Biztonsági Tanácsban a koreai háború idején. Miután a Szovjetunió bojkottálta a Biztonsági Tanács üléseit 1950 nyarán (mintegy demonstrálva az ellen, hogy akkoriban nem a kommunista kínai kormány volt képviseltetve a Biztonsági Tanácsban, mint állandó tag, hanem a tajvani kormány), az Egyesült Államok és szövetségesei képesek voltak még korábban átvinni a 83-as és 84-es számú határozatot a Biztonsági Tanácsban, melyek engedélyezték a katonai beavatkozást Koreában. Ezután azonban a Szovjetunió ismét elkezdett vétózni a Biztonsági Tanácsban, mely hatására a Közgyűlés elfogadta a 377-es számú határozatot, ami fontos szerepet töltött be az ENSZ működésében a jövőre tekintve is.
Ezen határozat jogi célja tehát az volt, hogy megoldást találjon arra a problémára, ha a Biztonsági Tanács döntésképtelenné válik az állandó tagállamok vétójoga miatt, ahogy ez a preambulumból is olvasható. Mindez azért volt fontos, mert az ENSZ alapokmányának 12. cikkelye szerint a Közgyűlés nem tehet javaslatokat a tagállamoknak azon biztonságpolitikai témákkal kapcsolatban, melyekről éppen a Biztonsági Tanács tárgyal. A Közgyűlés tagállamainak tehát hamar feltűnt, hogy ilyen értelemben a Közgyűlést könnyen ki tudja zárni a Biztonsági Tanács a nemzetközi biztonságot érintő kérdésekből, annak ellenére, hogy az alapokmány 11. cikkelye engedélyezi a javaslattételt ilyen esetekben.
Ezen felismerés hatására fogadták el 1950-ben a 377-es számú határozatot (melyet gyakran emlegetnek "Uniting for Peace", vagyis egyesítés a békéért határozatként), amely kimondta, hogy abban az esetben, ha a Biztonsági Tanács képtelen gyakorolni a hatáskörét egy adott nemzetközi biztonságpolitikai probléma megoldásában valamely állandó tagállam vétója miatt, akkor a Közgyűlés azonnal javaslatokat tehet a tagállamoknak a probléma megoldására. Ezen határozatok továbbra sem jogilag kötelező hatályúak (a Biztonsági Tanács egyes határozataival ellentétben) és például nem engedélyezhetnek katonai beavatkozást egyes tagállamokban, mert az alapokmány 42. cikkelye szerint az is a Biztonsági Tanács hatásköre. Azonban a Közgyűlés küldhet ENSZ Békefenntartókat egyes országokba, mivel a Békefenntartók hadrendbe állításához mindenképp kell azon tagállam beleegyezése, melynek területén a Békefenntartók tevékenykedni fognak, tehát ehhez nincs szükség jogilag kötelező jellegű határozatokra, vagy az alapokmány 7. fejezete által engedélyezett intézkedésre (melyekre szintén csak a Biztonsági Tanács van felhatalmazva). Emellett több jelentés is utal rá, hogy a 377-es határozat értelmében a Közgyűlésnek van joga felülírni egy, a Biztonsági Tanácsban gyakorolt vétót.
A 377-es határozat életbe léptetése a Biztonsági Tanács 2/3-os beleegyezésével (mivel ez ügyrendi szavazás, ezért itt a vétók nem számítanak) vagy egyes esetekben a Főtitkárnak intézett levéllel lehetséges. Ha a Közgyűlés éppen nem ülésezik, akkor a 377-es határozat engedélyezi, hogy létrehozzanak egy "Emergency Special Session"-t, vagyis vészhelyzeti speciális ülést, melyre eddig 10 precedens volt. Rögtön az első ilyen ülésen, mely az 1956-os szuezi válságról szólt, képes volt a Közgyűlés Békefenntartókat küldeni Egyiptomba.
Érdekesség még, hogy a Biztonsági Tanács minden határozatát azzal a paragrafussal zárja, hogy "decides to remain actively seized of the matter", mely arra utal, hogy a Közgyűlés ne kezdjen el foglalkozni az adott témával, mert még folytatja a Biztonsági Tanács a munkáját azzal kapcsolatban.